# Конантр
Конантр (фр. Connantre) насеље је и општина у североисточној Француској у региону Шампањ-Арден, у департману Марна која припада префектури Еперне.
По подацима из 2011. године у општини је живело 1062 становника, а густина насељености је износила 37,2 становника/km². Општина се простире на површини од 28,55 km². Налази се на средњој надморској висини од 98 метара.

## Демографија
| 1962. | 1968. | 1975. | 1982. | 1990. | 1999. | 2011. |
| ----- | ----- | ----- | ----- | ----- | ----- | ----- |
| 506   | 567   | 746   | 1.031 | 1.107 | 1.110 | 1.062 |

График промене броја становника у току последњих година